# Liste des secrétaires généraux du protectorat de la France au Maroc
Cet article recense, par ordre chronologique, les diplomates français qui ont occupé le poste de secrétaire général du protectorat de la France au Maroc (1912–1956).
Le secrétariat général du protectorat est créé en janvier 1913 en complément d'un poste créé en avril 1912, le secrétariat général près le commissaire résident général, qui devient à cette occasion secrétariat général près le gouvernement chérifien.
| Secrétaire général | Décret ou arrêté de nomination | Décret ou arrêté de nomination | Photo |
| --- | ------------------------------ | ------------------------------ | ----- |
| Paul Tirard | 15 janvier 1913                | [ 1 ]                          |       |
| Marie-Joseph-Michel-André Lallier du Coudray (délégué à la résidence générale par intérim, chargé des fonctions de secrétaire général du protectorat) | 19 mai 1917                    | [ 2 ]                          |       |
| Pierre de Sorbier de Pougnadoresse (d) | 27 juillet 1920                | [ 3 ]                          |       |
| René Doynel de Saint-Quentin | 4 janvier 1925                 | [ 4 ]                          |       |
| Georges Duvernoy (d) | 2 février 1926                 | [ 5 ]                          |       |
| Eirik Labonne | 1er avril 1928                 | [ 6 ]                          |       |
| Robert Mérillon (d) | 31 décembre 1931               | [ 7 ]                          |       |
| Emmanuel Monick | 21 août 1940                   | [ 8 ]                          |       |
| Pierre Voizard | 7 septembre 1941               | [ 9 ]                          |       |
| Jacques Lucius (d) | 3 octobre 1944                 | [ 10 ]                         |       |
| Pierre Baraduc | 30 juin 1950                   | [ 11 ]                         |       |
| Georges Hutin (d) | 1951                           |                                |       |
| Maurice Papon | 29 juin 1954                   |                                |       |
| Jean Robert | 1955                           |                                |       |
| Gabriel Ériau (d) | 1955                           |                                |       |